# Iraakse invasie van Koeweit
De Iraakse invasie van Koeweit was een militaire campagne van Irak in 1990 om Koeweit in de Perzische Golf te bezetten. De invasie werd gestart door Saddam Hoessein die Koeweit beschuldigde van het stelen van Iraakse olie door middel van schuine boringen. Op 2 augustus 1990 lanceerde Irak 88.000 troepen gesteund door 750 tanks en viel Koeweit binnen. Twee dagen na de invasie was Koeweit volledig bezet en gaf het zich over. Saddam Hussein maakte een tijdelijke annexatie van Koeweit als de 19e provincie van Irak. De annexatie werd niet erkend door de Verenigde Naties of andere landen.

## Olieproductie
Na de bezetting nam Irak veel van de Koeweitse olievelden over en begon de olie voor Irak te houden. Ook fabrieken, bedrijven en industrieën werden door Irakezen overgenomen.

## Operatie Woestijnstorm
Na zeven maanden bezetting lanceerden de Verenigde Naties een door de Verenigde Staten geleide coalitie om Koeweit binnen te vallen om het te bevrijden van Irak. De Golfoorlog van 1990-1991 was begonnen.